# De la variation des animaux et des plantes sous l'action de la domestication

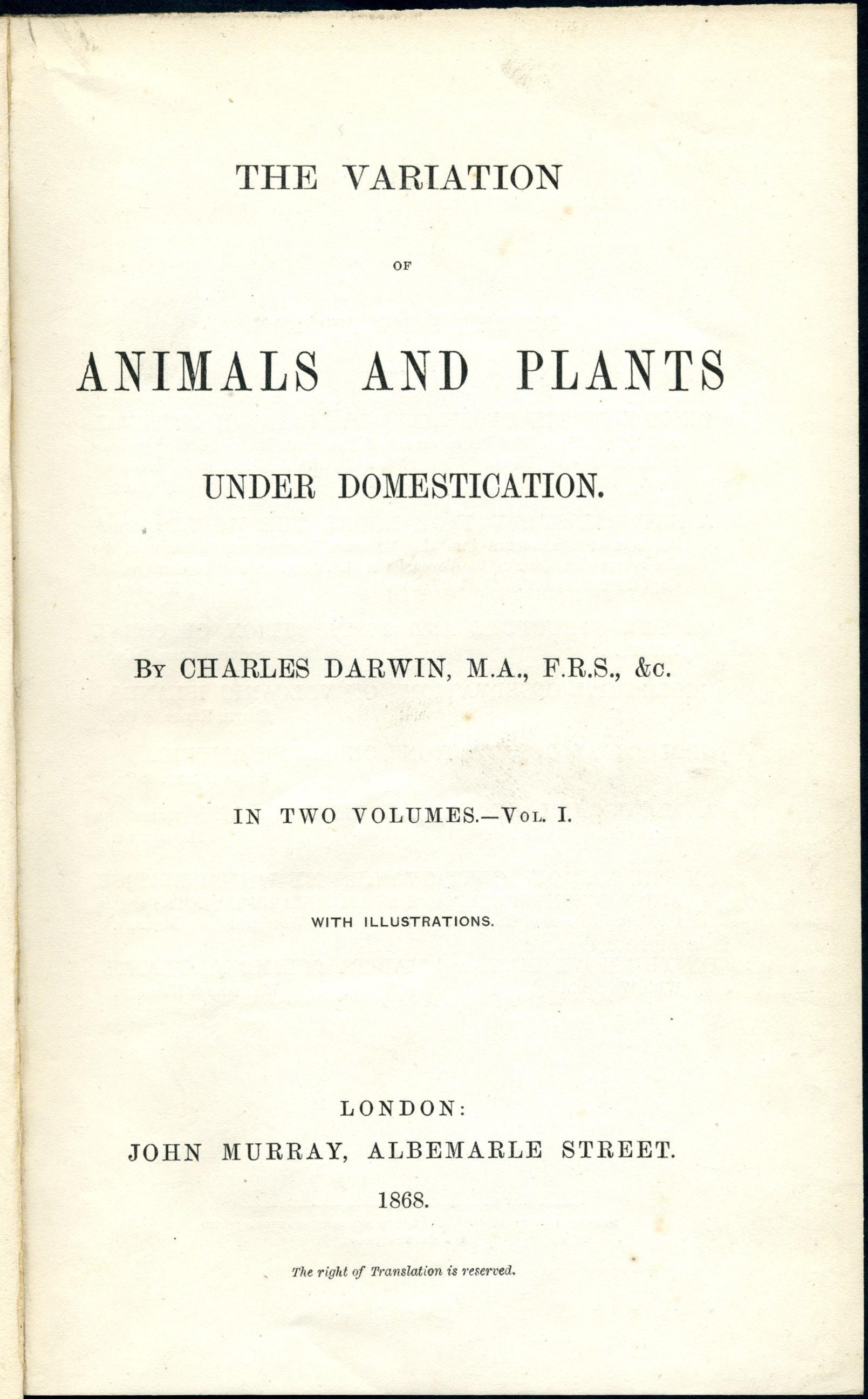
Page titre de la première édition de De la variation des animaux et des plantes sous l'action de la domestication.

De la variation des animaux et des plantes sous l'action de la domestication ou De la variation des animaux et des plantes à l'état domestique (en anglais : The Variation of Animals and Plants under Domestication) est un livre de Charles Darwin qui a été publié la première fois en janvier 1868.
Une grande partie du livre contient des informations détaillées sur la domestication des animaux et des plantes, mais il contient également une description de sa théorie de l'hérédité qu'il appelait Pangenèse.

## Lire en ligne
- Patrick Tort (dir.), « Table des matières (titres des chapitres et des sous-sections) », sur hominides.com (consulté le 30 septembre 2018). La table des matières pour chaque tome est également disponible à la fin de chaque tome respectivement (tome 1 : pp. 491-494 ; tome 2 : pp. 459-463).
- Ch. D., De la variation des animaux et des plantes sous l'action de la domestication - chapitres I à XII [« The variation of animals and plants under domestication - chapters I to XII »], t. 1, Paris, C. Reinwald, 1879 (1re éd. fr., traduit sur la 2e version anglaise par Éd. barbier) (1re éd. 1869), 494 p., darwin-online.org.uk (lire en ligne).
- Ch. D., De la variation des animaux et des plantes sous l'action de la domestication - chapitres XIII à XXVIII, t. 2, Paris, C. Reinwald, 1880, 523 p., Gallica (lire en ligne).